# Сумую (пісня)
«Сумую» — пісня української співачки Джамали, яку було записано 2017 року на студії «211» у Києві під керівництвом музичного продюсера Віталія Телезина. Вперше пісня виконана 19 серпня на «Mirum Music Festival» у Мінську, але офіційно презентована 7 вересня о 12:00 в ефірі радіо «Аристократи». Реліз відбувася в цифровому форматі під лейблом «Enjoy!». Разом із тим він містить також пісню «Любити», прем'єра якої відбулася ще у квітні 2017 року під час півфіналу сьомого сезону вокального шоу «Голос країни» на телеканалі «1+1». Вона написана в співавторстві з письменницею Вікторією Платовою, з якою співачка неодноразово мала співпрацю. У записі пісень нового релізу взяли участь клавішник Юхим Чупахін, барабанщик Сергій Балалаєв, бас-гітарист Денис Мороз, трубач Дмитро Бондарєв і гітарист гурту «Океан Ельзи» Володимир Опсеніца.

## Музичне відео
Режисером й ідейним продюсером музичного відео до пісні «Сумую» став Ігор Стеколенко, який також працював над попереднім відео співачки «I believe in U». У ньому спробували відтворити ідею про те, що творча людина постійно перебуває в стані творчого пошуку. Знімання тривало протягом двох днів у провінції Алгарве, що на півдні Португалії. Прем'єра відбулася 7 вересня 2017 на відеохостингу «YouTube».
- Ігор Стеколенко — режисер
- Денис Лущик — оператор
- Надія Пожарська — продюсерка
- Дмитро Кочнєв — монтаж

## Список пісень
| #  | Назва    | Автор слів                   | Автор музики     | Тривалість |
| -- | -------- | ---------------------------- | ---------------- | ---------- |
| 1. | «Сумую»  | В. Платова, С. Джамаладінова | С. Джамаладінова | 4:11       |
| 2. | «Любити» | В. Платова, С. Джамаладінова | С. Джамаладінова | 4:30       |

## Чарти
| Чарт (2017)          | Найвища позиція |
| -------------------- | --------------- |
| Україна (Radio Hits) | 82              |

## Історія релізу
| Дата           | Формат              | Лейбл  |
| -------------- | ------------------- | ------ |
| 1 вересня 2017 | Цифрова дистрибуція | Enjoy! |